# ファエーディス
ファエーディス（伊: Faedis; フリウリ語: Faedis; スロベニア語: Fojda）は、イタリア共和国フリウリ＝ヴェネツィア・ジュリア州ウーディネ県にある、人口約2,800人の基礎自治体（コムーネ）。

## 地理

### 位置・広がり

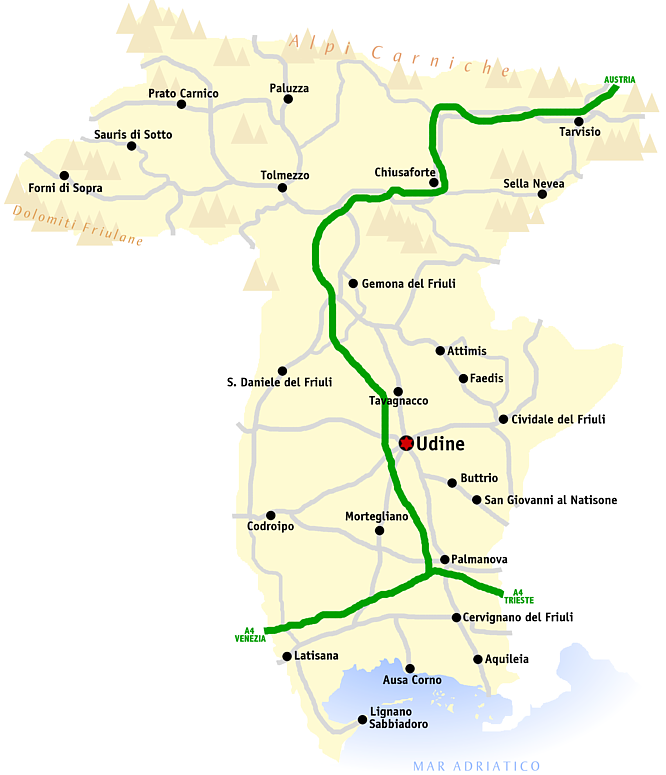
ウーディネ県概略図

#### 隣接コムーネ
隣接するコムーネは以下の通り。括弧内のSLOはスロベニア領を示す。
- アッティミス
- コバリード (カポレット Caporetto) (SLO)
- モイマッコ
- ポヴォレット
- プルフェロ
- レマンツァッコ
- タイパーナ
- トッレアーノ

### 気候分類・地震分類
ファエーディスにおけるイタリアの気候分類 (it) および度日は、zona E, 2656 GGである。
また、イタリアの地震リスク階級 (it) では、zona 2 (sismicità media) に分類される。

## 行政

### 分離集落
ファエーディスには、以下の分離集落（フラツィオーネ）がある。
- Campeglio, Canal di Grivò, Canal del Ferro, Canebola, Costalunga, Costapiana, Pedrosa, Gradischiutta, Raschiacco, Ronchis, Valle di Soffumbergo, Stremiz, Clap, Colloredo

## 姉妹都市
- Castellterçol、スペイン 1991年